# La Belle au bois dormant (ballet)
Pour les articles homonymes, voir La Belle au bois dormant (homonymie).
La Belle au bois dormant (en russe : Спящая красавица / Spiachtchaïa krassavitsa) est un ballet en un prologue, trois actes et cinq tableaux représenté pour la première fois le 15 janvier 1890 au Théâtre Mariinsky de Saint-Pétersbourg, avec une chorégraphie de Marius Petipa et sur une musique de Piotr Ilitch Tchaïkovski (opus 66), inspiré du conte de Charles Perrault et des frères Grimm.

## Historique
Il existait déjà une version de Jean-Pierre Aumer représentée pour la première fois le 27 août 1829 à l'Opéra de Paris, sur une musique de Ferdinand Herold et un livret d'Eugène Scribe. Dans cette version, Marie Taglioni tenait le rôle d'une naïade, tandis que Lise Noblet remplissait celui d'Iseult.
La version de Tchaïkovski est un hommage à la France de l'Ancien Régime (la musique de l'apothéose sans parole, qui n'est donc pas un hymne, elle-même et qui clôt le ballet n'est autre qu'une variation sur la chanson Vive Henri IV ! composée par le maître de chapelle Eustache Du Caurroy sur une mélodie empruntée à un ancien noël populaire présent dans le recueil de Christophe de Bordeaux (1581) et réutilisée également dans un bransle coupé de l'Orchésographie de Thoinot Arbeau (1588) datant d'avant l'avènement d'Henri IV, puis devenue un des hymnes de circonstance de la royauté) dans laquelle Marius Petipa inscrit des mouvements d'ensemble construits avec rigueur, et des pas de solistes brillants qui figurent parmi les morceaux les plus accomplis du répertoire classique. Ce ballet s'est d'ailleurs imposé comme son chef-d'œuvre.

## Composition
Le 25 mai 1888, le directeur des Théâtres impériaux de Saint-Pétersbourg, Ivan Vsevolojski, fit part à Tchaïkovski d'une idée au sujet d'un ballet basé sur le conte de La Belle au bois dormant de Charles Perrault. Tchaïkovski n'eut pas la moindre hésitation et accepta la mission, malgré le peu de succès de son précédent ballet, Le Lac des cygnes. Le scénario qui fut donné à Tchaïkovski pour qu'il compose était basé sur la version des Frères Grimm du conte, intitulée Dornröschen, dont la fin diffère avec les parents de la Princesse (le Roi et la Reine) ayant survécu aux cent ans de sommeil pour célébrer le mariage de leur fille. Vsevolojski ajouta des personnages d'autres contes dans le troisième acte.
Le chorégraphe Marius Petipa écrivit une liste d'instructions détaillées concernant les morceaux dont il avait besoin. Tchaïkovski travailla chez lui à Frolovskoe, où il commença quelques esquisses durant l'hiver de 1888, et l'orchestration de l'œuvre le 30 mai 1889.
Le ballet met indéniablement en évidence le conflit entre le Bien (la fée des Lilas) et le Mal (la fée Carabosse), représentés chacun par un leitmotiv repris plusieurs fois au cours du ballet, servant de fil conducteur à l'intrigue sous-jacente. Ces deux leitmotivs ne réapparaissent plus dans le troisième acte, pour laisser place aux danses des nombreux personnages. Le tsar Alexandre III et sa famille assistèrent à l'une des répétitions générales du ballet. Avant de partir, le tsar fit la simple remarque « très joli », qui sembla avoir irrité Tchaïkovski, qui s'était attendu à une réponse plus favorable.
Le ballet fut représenté pour la première fois le 15 janvier 1890 au Théâtre Mariinsky à Saint-Pétersbourg, où il reçut un accueil plus favorable que Le Lac des cygnes auprès de la presse, mais Tchaïkovski n'eut pas la satisfaction de voir le succès immédiat de son œuvre dans les théâtres hors de Russie. Il meurt en 1893.
En 1903, le ballet est classé deuxième des ballets les plus représentés du répertoire du Ballet impérial (derrière La Fille du Pharaon de Cesare Pugni et Marius Petipa) et a été représenté environ 200 fois en dix ans.
La Belle au bois dormant est le ballet le plus long de Tchaïkovski : il dure presque quatre heures et est donc souvent abrégé lors des représentations.

## Orchestration
| Instrumentation de La Belle au bois dormant                                                                              |
| Cordes |
| Premiers violons, seconds violons, altos, violoncelles, contrebasses, 1 harpe, 1 piano                                   |
| Bois |
| 1 piccolo, 2 flûtes, 2 hautbois, 1 cor anglais, 2 clarinettes (en si bémol et la), 2 bassons                             |
| Cuivres |
| 4 cors (en fa), 2 cornets (en si bémol et la), 2 trompettes (en si bémol et la), 3 trombones (2 ténors et 1 basse), tuba |
| Percussions |
| timbales, cymbales, grosse caisse, caisse claire, tambourin, triangle, tam-tam, glockenspiel                             |

## Rôles
- La cour du roi :
  - le roi Florestan XIV ;
  - la reine ;
  - la princesse Aurore, la Belle au bois dormant, leur fille ;
  - Cantalabutte, le maître de cérémonie ;
  - les courtisans, les demoiselles d'honneur, les pages, les laquais.
- Les fées :
  - Candide ;
  - Coulante, Fleur de farine ;
  - Miettes qui tombent ;
  - Canari qui chante ;
  - Violente ;
  - la Fée des Lilas ;
  - Carabosse, la méchante fée ;
  - la Fée-Or, la Fée-Argent, la Fée-Saphir, et la Fée-Diamant.
- Les quatre prétendants :
  - le prince Chéri ;
  - le prince Charmant ;
  - le prince Fortuné ;
  - le prince Fleur de Pois.
- La partie de chasse du prince :
  - le prince Désiré ;
  - Gallifron, le précepteur du prince Désiré ;
  - les amis du prince Désiré, les duchesses, les baronnes, les comtesses et les marquises.
- Les personnages de contes de fées :
  - le Chat botté ;
  - la Chatte blanche ;
  - Cendrillon et son bien-aimé, le prince Fortuné ;
  - la princesse Florine et son bien-aimé, l'Oiseau bleu ;
  - le Petit Chaperon rouge et le Loup ;
  - le Petit Poucet, ses frères, et 

l'Ogre.

## Représentation

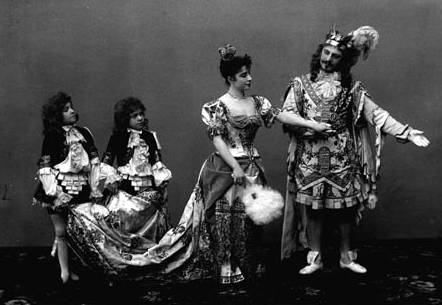
Carlotta Brianza et Paul Gerdt lors de la représentation de 1890 au Mariinsky

Première de Saint-Pétersbourg (Première mondiale)
- Date : 15 janvier 1890
- Théâtre : Théâtre Mariinsky, Saint-Pétersbourg
- Maître de ballet : Marius Petipa
- Chef d'orchestre : Riccardo Drigo
- Scénographie : Mikhaïl Botcharov, Henri Levot, Ivan Andreïev, Matveï Chichkov
- Costumes : Ivan Vsevolojski

Première de Moscou
- Date : 17 janvier 1899
- Théâtre : Théâtre Bolchoï
- Maître de ballet : Alexandre Gorsky
- Chef d'orchestre : Andreï Arends
- Scénographie : Anatoli Helzer, Karl Walz

Interprètes originaux
| Rôle                                       | Saint-Pétersbourg 1890 | Moscou 1899        |
| ------------------------------------------ | ---------------------- | ------------------ |
| Florestan XIV                              | Feliks Krzesinski      |                    |
| La Reine                                   | Giuseppina Cecchetti   |                    |
| Princesse Aurore, la Belle au bois dormant | Carlotta Brianza       | Lioubov Roslavleva |
| Fée des lilas                              | Marie Petipa           | M. Gratchevskaïa   |
| Fée Carabosse                              | Enrico Cecchetti       | Vassili Helzer     |
| Prince Désiré                              | Pavel Gerdt            | Ivan Khlioustine   |
| L'Oiseau bleu                              | Enrico Cecchetti       |                    |
| Princesse Florine                          | Varvara Nikitina       |                    |
| Fée Canari                                 | Anna Johansson         |                    |

## Synopsis
L'histoire du ballet n'est pas exactement la même que celle du conte La Belle au bois dormant.
Prologue
Le roi Florestan XIV et sa femme, la reine, déclarent qu'il y aura un baptême en l'honneur de la naissance de leur fille Aurore. Toutes les fées du royaume sont conviées et apportent chacune leur don pour la princesse. Alors que les fées lui offrent la beauté, la générosité et la grâce, elles sont interrompues par l'arrivée inattendue de l'horrible et méchante fée Carabosse, furieuse de ne pas avoir été invitée au baptême. Avec malveillance et rage, elle jette une malédiction sur la princesse Aurore : Avant l'aube de ses 16 ans, elle se piquera au doigt et en mourra. Heureusement, la Fée des lilas n'avait pas encore offert son don à la princesse. Le pouvoir de la fée Carabosse est trop grand pour qu'elle puisse annuler la malédiction. Néanmoins, elle annonce que la princesse se piquera le doigt, certes, mais qu'elle ne mourra pas : elle sera plongée dans un profond sommeil de cent ans et sera réveillée par le baiser d'un prince.
Acte I
C'est le seizième anniversaire de la princesse Aurore. Elle reçoit des cadeaux et des roses. Mais accidentellement, elle se pique en tenant un bouquet que Carabosse a ensorcelé.
La maudite fée apparaît un court instant puis disparaît à nouveau devant les yeux ébahis et horrifiés des invités. Au même moment, la Fée des lilas apparaît comme promis. Aurore est transportée dans un brancard. La princesse et la cour dormiront pendant cent ans jusqu'à l'arrivée d'un prince. Le château se couvre de ronces, la forêt l'entourant devient impénétrable, tout ceci sous les yeux de la Reine, du Roi et de la Fée des lilas.
Acte II
Cent ans plus tard, le Prince Désiré, allant chasser en forêt avec ses compagnons, a soudain une vision d'Aurore et charmé par sa beauté, supplie la Fée des lilas de l'emmener voir la princesse Aurore : elle y consent. Le prince découvre le château, envahi par les ronces et les vignes. Il réveille la princesse Aurore d'un baiser, lui déclare son amour et la demande en mariage.
Acte III
On fête le mariage. Les fées sont invitées. D'autres personnages (comme le Chat botté, ou Cendrillon) sont présents. Le prince et la princesse sont mariés, bénis par la Fée des lilas. Le ballet se termine avec une apothéose.

## Programme du ballet de Tchaïkovski
| Introduction Prologue 1. Marche 2. Scène dansante 3. Pas de six I. Candide II. Coulante et Fleur de farine III. Miettes qui tombent IV. Canari qui chante V. Violente VI. La Fée des lilas Coda 4. Scène finale Acte I 5. Scène 6. Valse 7. Scène 8. Pas d'action I. Adagio II. Danse des demoiselles d'honneur et des pages III. Variation d'Aurore Coda 9. Scène finale Acte II 10. Entracte et scène 11. Colin-Maillard 12. Scène I. Danse des duchesses II. Danse des baronnes III. Danse des comtesses IV. Danse des marquises 13. Farandole I. Scène II. Danse 14. Scène 15. Pas d'action (Scène d'Aurore et de Désiré) I. Adagio-allegro II. Variation d'Aurore Coda 16. Scène 17. Panorama 18. Entracte 19. Entracte symphonique (Le Sommeil) et scène 20. Finale Acte III 21. Marche 22. Polacca 23. Pas de quatre I. La fée-Or II. La fée-Argent III. La fée-Saphir IV. La fée-Diamant Coda 24. Pas de caractère (Le Chat botté et la Chatte Blanche) 25. Pas de quatre (Cendrillon, le Prince Fortuné, l'Oiseau Bleu et la Princesse Florine) I. Cendrillon et Fortuné II. L'oiseau Bleu et La Princesse Florine Coda (plus connu sous le nom du Pas de deux de l'Oiseau Bleu) 26. Pas de caractère (Le Petit Chaperon Rouge et le Loup, Cendrillon et Fortuné) 27. Pas berrichon (Le Petit Poucet, ses frères et l'Ogre) 28. Pas de deux I. Entrée II. Adagio III. Desiré IV. Aurore Coda 29. Sarabande 30. Finale et apothéose |

## Programme original
Les titres sont ceux du scénario original de Petipa et du libretto de 1890.
| Prologue — Le baptême de la Princesse Aurore 1-a. Introduction 1-b. Marche de salon 2-a. Entrée des fées 2-b. Scène dansante 3. Grand pas ensemble (Pas de six) I. Grand adage suave ; Petit allégro II. Variation - Candide III. Variation - Coulante ; Fleur de farine IV. Variation - Miettes qui tombent V. Variation - Canari qui chante VI. Variation - Violente ; échevelée VII. Variation - La Fée des lilas ; voluptueuse Coda générale 4. Scène et final a. Entrée de Carabosse b. Scène mimique de Carabosse c. Scène mimique de la Fée des lilas Acte I — Les Quatre Fiancés de la Princesse Aurore 5-a. Introduction 5-b. Scène des tricoteuses 6. Grande valse villageoise (La valse des guirlandes) 7. Entrée d'Aurore 8. Grand pas d'action a. Grand adage à la rose (L'introduction à la harpe a été rallongée par Riccardo Drigo à la demande de Petipa) b. Danse des demoiselles d'honneur et des pages c. Variation d'Aurore (La fin du morceau fut modifiée par Riccardo Drigo à la demande de Petipa) d. Coda 9. Scène et final a. La danse d'Aurore avec le fuseau b. Le charme c. L'arrivée de la Fée des lilas | Acte II (scène 1) — La Chasse du Prince Désiré 10-a. Entr'acte 10-b. Scène de la chasse royale 11. Colin-Maillard 12. Danses des demoiselles nobles a. Scène b. Danse des duchesses c. Danse des baronnes (Coupée par Petipa de la représentation originale) d. Danse des comtesses (Coupée par Petipa de la représentation originale) e. Danse des marquises (Coupée par Petipa de la représentation originale) 13. Coda ; Farandole 14-a. Scène et départ des chasseurs 14-b. Entrée de la Fée des lilas 15. Pas d'action a. Entrée de l'apparition d'Aurore b. Grand adage suave (L'introduction à la harpe fut rallongée par Riccardo Drigo à la demande de Petipa) c. Valse des nymphes ; Petit allégro coquet Interpolation : 4 mesures de transition à la fin de 15-c composées par Riccardo Drigo pour introduire la variation de Brianza Interpolation : Variation de Mlle. Brianza (23-b Variation de la fée-Or de l'acte III) c. Variation d'Aurore (Coupée par Petipa de la représentation originale) d. Petite coda 16. Scène 17. Panorama Interpolation : 3 mesures de transition à la fin de 17 composées par Tchaikovsky pour introduire 19, car 18 fut coupé de la représentation originale 18. Entr'acte symphonique (Coupé par Petipa de la représentation originale) Acte II (scène 2) — Le Château de la Belle au Bois Dormant 19. Scène du château dans le sommeil 20. Scène et final ; Le réveil d'Aurore | Acte III — Les Noces de Désiré et d'Aurore 21. Marche 22. Grande polonaise dansée (La Procession des Contes de Fées) ; Grand divertissement 23. Pas de quatre I. Entrée II. Variation de la fée-Or (Transférée par Petipa à l'acte II pour la Variation de Carlotta Brianza dans la représentation originale) III. Variation de la fée-Argent (Changée par Petipa dans la représentation originale ; Pas de trois pour les Fées d'Or, d'Argent et de Saphir) IV. Variation de la fée-Saphir (Coupée par Petipa de la représentation originale) V. Variation de la fée-Diamant Coda Interpolation : Entrée de chats ; Introduction de 10 mesures composée par Tchaikovsky pour 24 24. Pas de caractère ; Le Chat botté et la Chatte Blanche 25. Pas de quatre (Changé par Petipa dans la représentation originale ; Pas de deux de l'Oiseau Bleu et la Princesse Florine) a. Entrée b. Variation de Cendrillon et Prince Fortuné (Changée par Petipa dans la représentation originale ; Variation de l'Oiseau Bleu) c. Variation de l'Oiseau Bleu et la Princesse Florine (changée par Petipa dans la représentation originale ; Variation de la Princesse Florine) d. Coda 26. Pas de caractère ; Le Petit Chaperon Rouge et le Loup Interpolation : Pas de caractère ; Cendrillon et Prince Fortuné 27. Pas berrichon ; Le Petit Poucet, ses frères et l'Ogre 28. Grand pas de deux classique a. Entrée b. Grand adage c. Variation du Prince Désiré d. Variation d'Aurore (Modifiée par Riccardo Drigo pour la représentation originale à la demande de Petipa) e. Coda 29. Sarabande ; quadrille pour Turcs, Éthiopiens, Africains et Américains 30-a. Coda générale 30-b. Apothéose ; Apollon en costume de Louis XIV, éclairé par le soleil entouré des fées |

## Extraits vidéo
Acte III de la reconstitution de la représentation originale de 1890 de Petipa par le Kirov/Mariinsky.  
- Marche, Grande Procession des Contes
- « Pas de Quatre des Pierres Précieuses, Pas de Caractère : Le Chat Botté et la Chatte Blanche »(Archive.org • Wikiwix • Archive.is • Google • Que faire ?)
- « Pas de Deux de l'Oiseau Bleu et la Princesse Florine »(Archive.org • Wikiwix • Archive.is • Google • Que faire ?)
- « Pas de Caractère : le Petit Chaperon Rouge, Pas de Caractère : Cendrillon et le Prince Fortuné, Pas Berrichon : le Petit Poucet, ses Frères et l'Ogre »(Archive.org • Wikiwix • Archive.is • Google • Que faire ?)
- « Pas de Deux »(Archive.org • Wikiwix • Archive.is • Google • Que faire ?)